# Pheidole clementensis
Pheidole clementensis är en myrart som beskrevs av Robert E. Gregg 1969. Pheidole clementensis ingår i släktet Pheidole och familjen myror. Inga underarter finns listade i Catalogue of Life.

## Bildgalleri

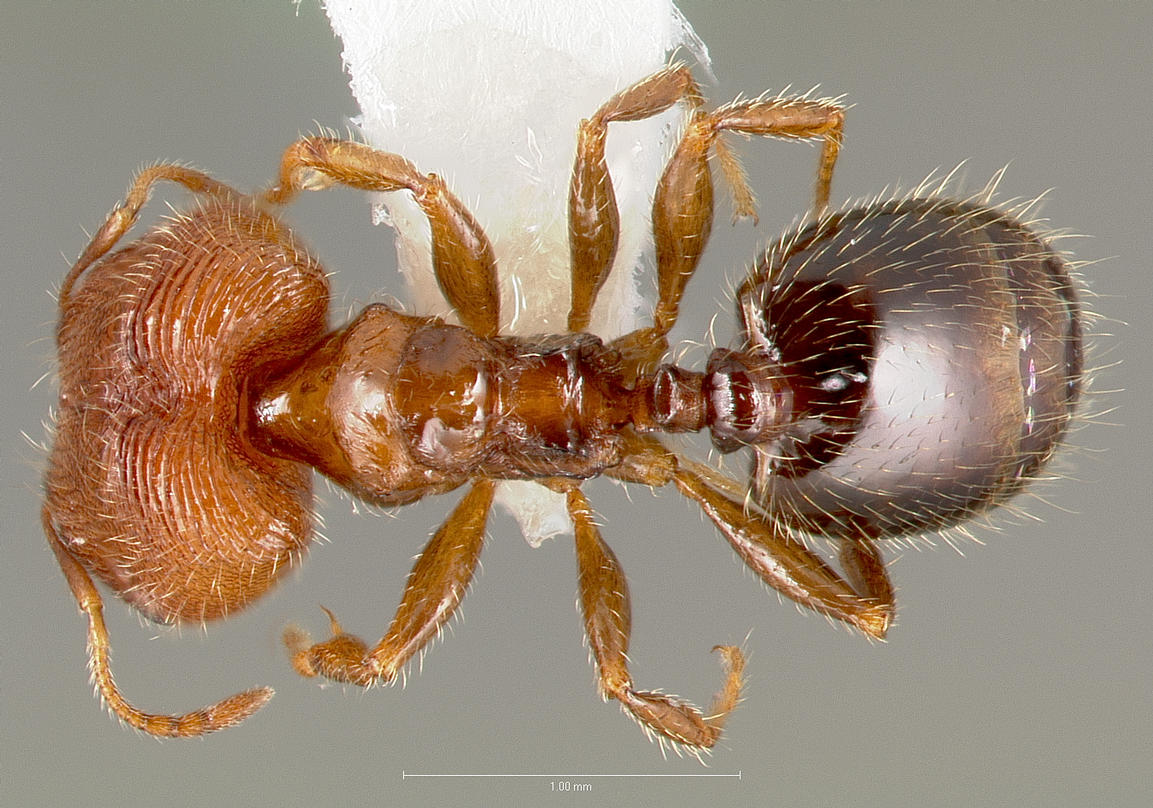
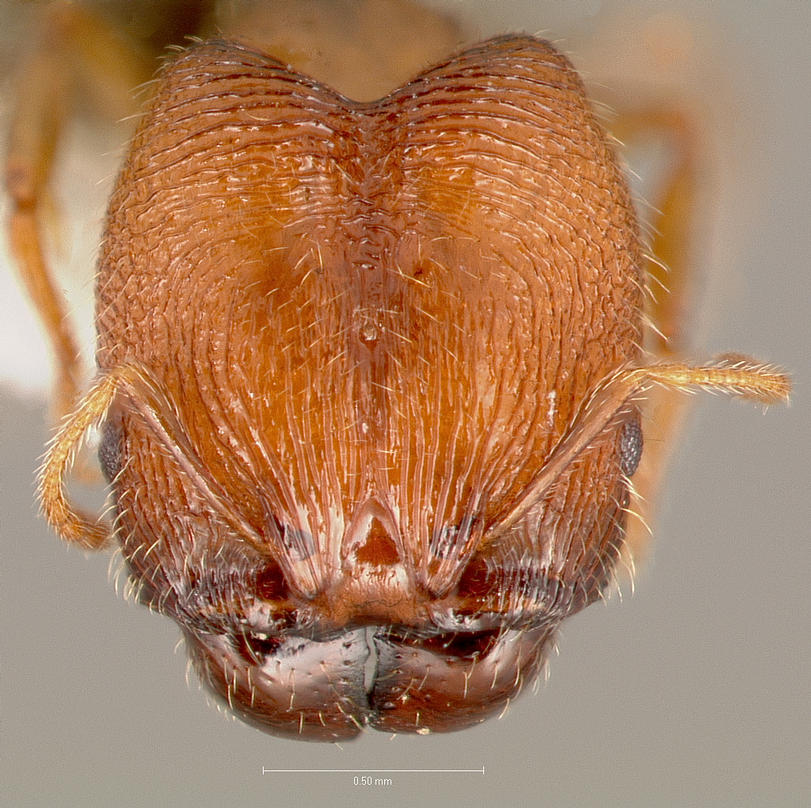
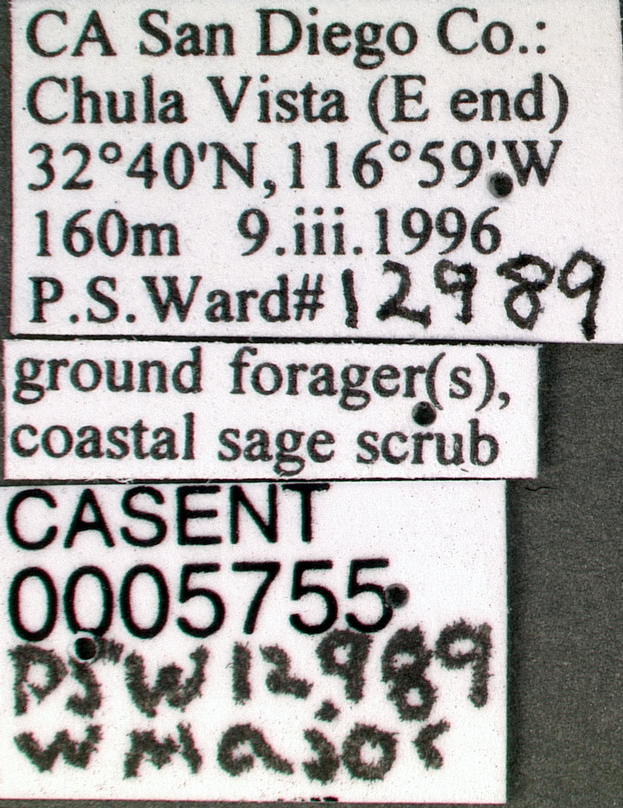
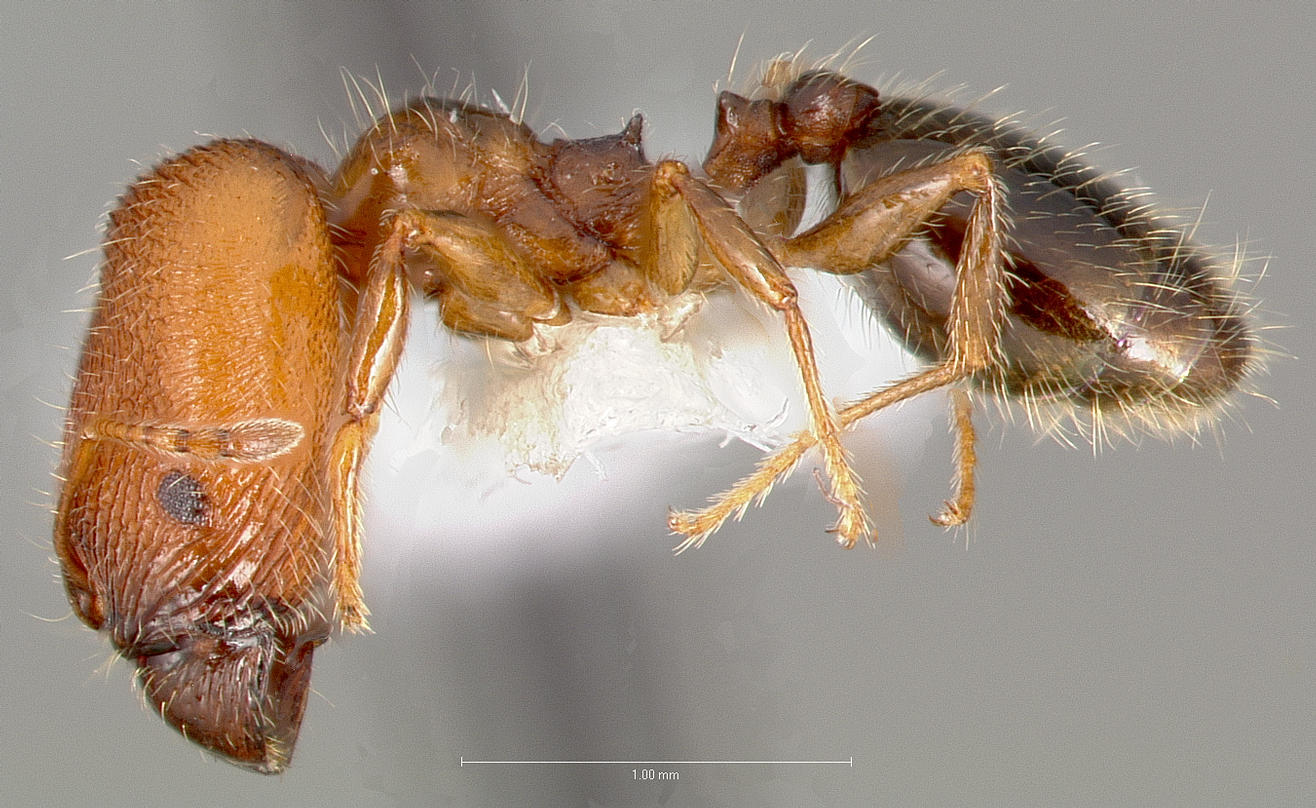
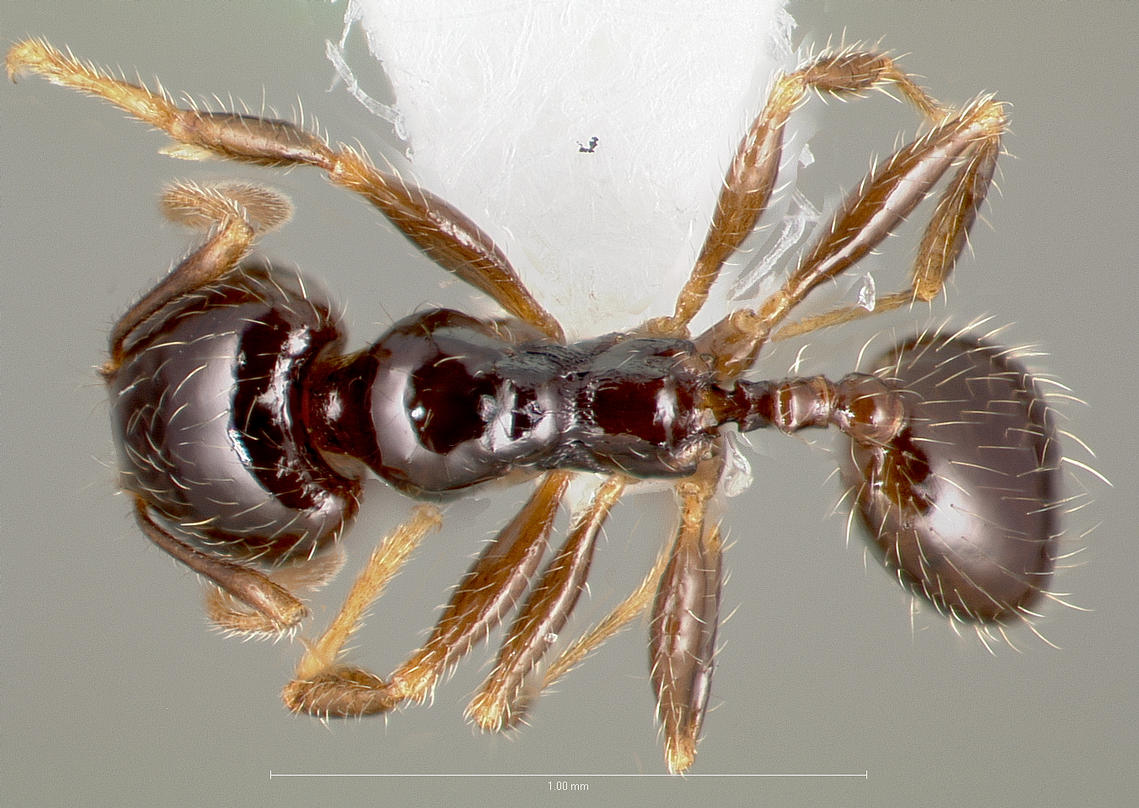
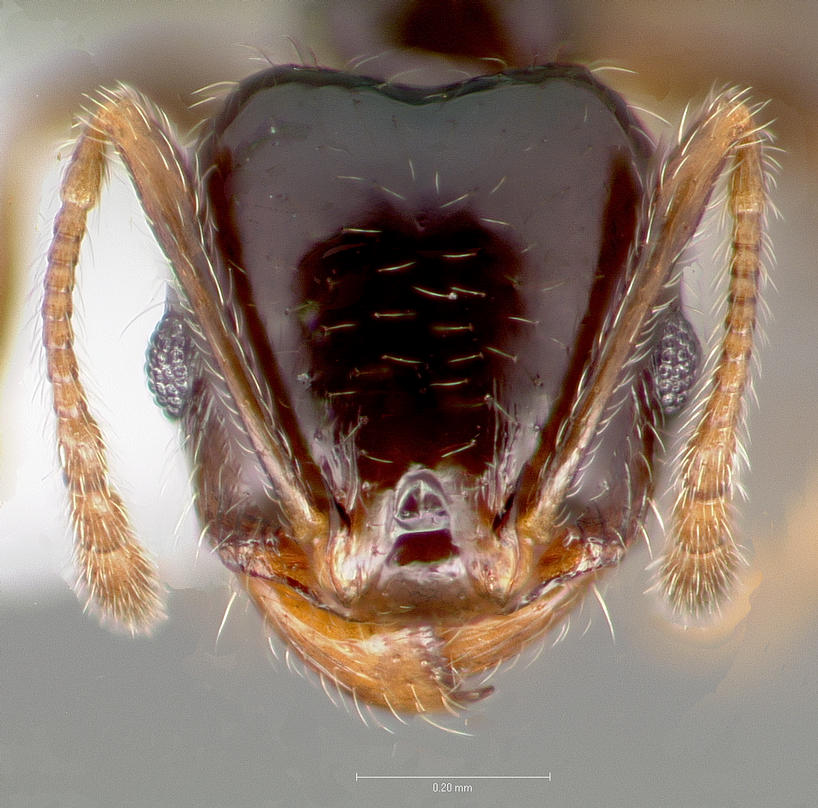